# Dempassar
Dempassar (em indonésio: Denpasar) é a capital da província e ilha de Bali, na Indonésia. É também uma regência (kabupaten) e a principal porta de entrada na ilha e a cidade mais importante das Pequenas Ilhas da Sonda. O centro da cidade tem 129 km² de área e a área metropolitana tem 722,2 km². Esta última é chamada Sarbagita.
Devido ao rápido crescimento da indústria turística em Bali, Dempassar tinha a  a maior taxa de crescimento demográfico de toda a ilha na década de 2010. Em 2010, a cidade tinha 788 445 habitantes; em 2020, esse número baixou para 725 314, devido ao impacto da pandemia de COVID-19 no turismo. Segundo a estimativa oficial, em 2022 tinha 726 808 habitantes (densidade: 5 634,2 hab./km²). Nesse ano, Sarbagita tinha 1 785 800 habitantes (densidade: 2 472,7 hab./km²).
O topónimo Denpasar deriva das palavras balinesas den (norte) e pasar (mercado), o que indica a origem da cidade como uma cidade comercial, que surgiu no local onde atualmente se situa o Mercado Kumbasari (no passado chamado Peken Payuk), na parte norte da cidade moderna.

## História
Nos séculos XVIII e XIX, Dempassar, que então se chamava Badungue, era a capital do reino hindu de Badungue, mas na prática o reino e a cidade eram dominados por vários rajás, dos quais se destacavam o de Permecutan, na parte sudoeste de Dempassar, e o de Kesiman, na parte leste. O palácio real do rei titular de Badungue foi saqueado e arrasado durante a invasão holandesa de 1906. Foi depois reconstruído para servir de residência ao governador de Bali. A estátua em Taman Puputan, a praça central de Dempassar, comemora o puputan (suicídio ritual coletivo) no qual centenas (talvez dois mil) balineses, incluindo o rei e a sua corte se suicidaram em frente às tropas invasoras holandesas, em vez de se renderem.
Após a independência da Indonésia, em 1949 (ou 1958, segundo outras fontes) a sede administrativa de Bali foi transferida de Singaraja, na costa norte, para Badungue, que se manteve como capital da regência de Badungue. Tanto a cidade como a regência de Badungue registaram um rápido crescimento em termos económicos, sociais e culturais. Dempassar tornou-se não só a capital como o polo de comércio, educação, indústria e turismo. Em 1992, foi criada a subdivisão administrativa ao nível de regência da "Cidade de Dempassar", que além da cidade propriamente dita inclui os os territórios em sua volta, que deixaram de pertencer à regência de Badungue. Uma das razões para a reestruturação administrativa foi o grande crescimento demográfico de Dempassar, cuja taxa na década de 2010 era de 4,05% e causou problemas urbanísticos, que se considerou poderem ser melhor resolvidos havendo uma administração separada para a cidade.

## Subdivisões

### Distritos
Em termos administrativos, a regência de Dempassar é composta por quatro distritos (em indonésio: kecamatan), que por sua vez são subdivididos num total de 43 "aldeias administrativas", 16 delas ditas urbanas (kelurahans) e 27 rurais (desas).
| Distrito                            | População (2022) | Aldeias         | Aldeias |
| ----------------------------------- | ---------------- | --------------- | --- |
| Denpasar Barat (Denpasar Ocidental) | 207 384          | Desas (8):      | Dauh Puri Kangin • Dauh Puri Kauh • Dauh Puri Klod • Padang Sambian Kaja • Padang Sambian Klod • Pemecutan Klod • Tegal Harum • Tegal Kerta   |
| Denpasar Barat (Denpasar Ocidental) | 207 384          | Kelurahans (3): | Dauh Puri • Padang Sambian • Pemecutan |
| Denpasar Selatan (Denpasar Sul)     | 217 548          | Desas (4):      | Pemogan • Sanur Kaja • Sanur Kauh • Sidakarya                                                                                                 |
| Denpasar Selatan (Denpasar Sul)     | 217 548          | Kelurahans (6): | Panjer • Pedungan • Renon • Sanur • Serangan • Sesetan                                                                                        |
| Denpasar Timur (Denpasar Oriental)  | 128 540          | Desas (7):      | Dangin Puri Klod • Kesiman Kertalangu • Kesiman Petilan • Penatih Dangin Puri • Sumerta Kaja • Sumerta Kauh • Sumerta Klod/Kelod              |
| Denpasar Timur (Denpasar Oriental)  | 128 540          | Kelurahans (4): | Dangin Puri • Kesiman • Penatih • Sumerta |
| Denpasar Utara (Denpasar Norte)     | 173 336          | Desas (8):      | Dangin Puri Kaja • Dangin Puri Kangin • Dangin Puri Kauh • Dauh Puri Kaja • Peguyangan Kaja • Peguyangan Kangin • Pemecutan Kaja • Ubung Kaja |
| Denpasar Utara (Denpasar Norte)     | 173 336          | Kelurahans (3): | Peguyangan • Tonja • Ubung |

### Grande Dempassar (Sarbagita)

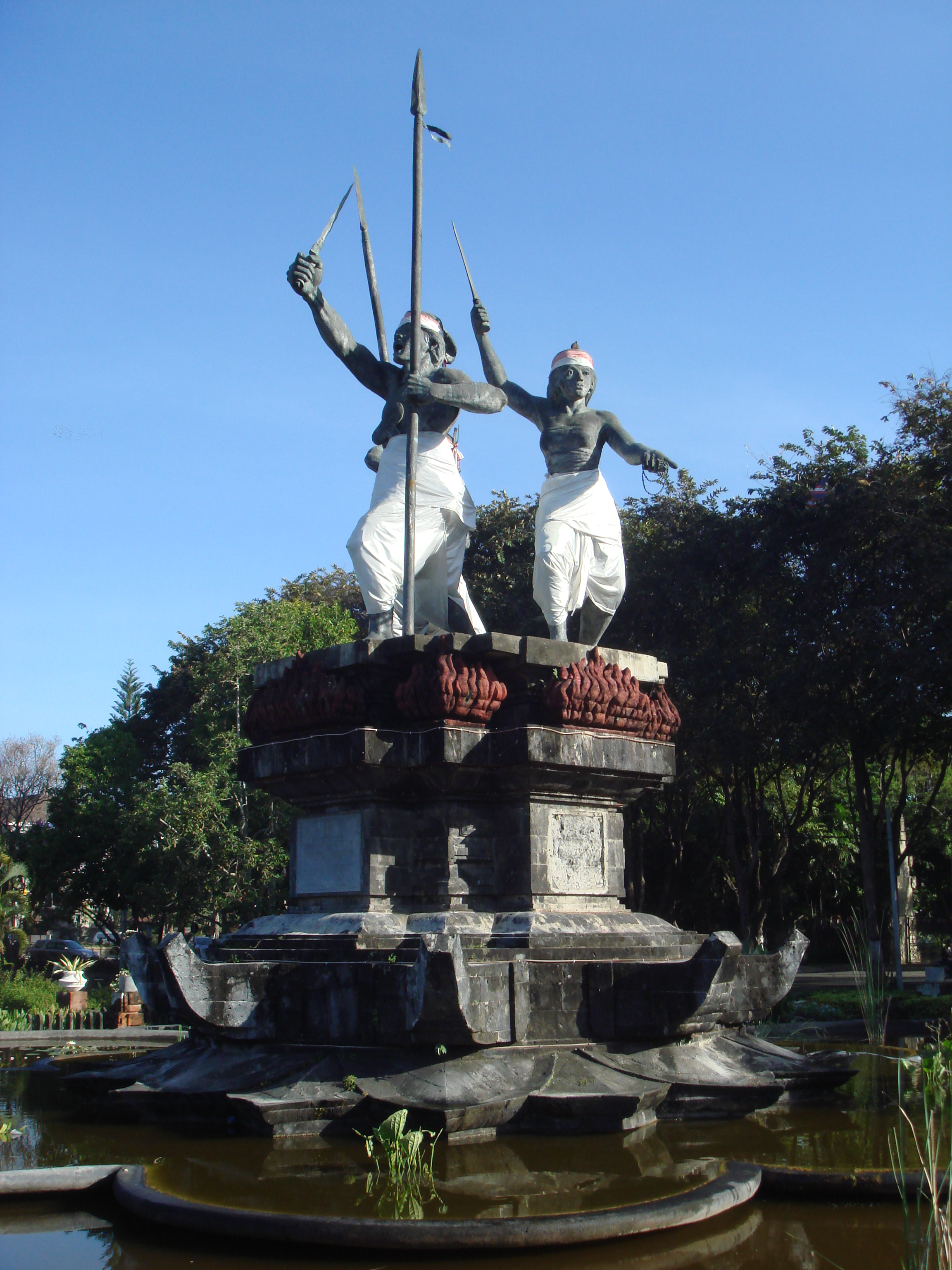
Monumento ao ' (suicídio ritual coletivo) de 1906

A região de planeamento (não administrativa) de Grande Dempassar, conhecida como Sarbagita, foi criada em 2011 e inclui as zonas mais turísticas de Bali, como Cuta e Ubud. Dela fazem parte, além de toda a regência de Dempassar, praticamente toda a regência de Badungue e parte das regências de Gianyar e Tabanan, o que está refletido no nome pela qual é conhecida: "Denpasar-Badung-Gianyar-Tabanan".
| Regência  | Distritos                                           | População (2022) | Área (km²) | Dens. pop. (hab.km²) |
| --------- | --------------------------------------------------- | ---------------- | ---------- | -------------------- |
| Dempassar | todos                                               | 726 808          | 125,98     | 5 769,23             |
| Badungue  | Kuta Selatan, Kuta, Kuta Utara, Mengwi e Abiansemal | 516 400          | 303,52     | 1 701,37             |
| Gianyar   | Sukawati, Blahbatuh, Ubud e Gianyar                 | 373 700          | 187,69     | 1 991,05             |
| Tabanan   | Kediri e Tabanan                                    | 168 900          | 105,00     | 1 608,57             |
| Totais    | Totais                                              | 1 785 800        | 722,19     | 2 472,76             |

## Geografia
O território de Dempassar tem uma altitude média de 4 metros e representa 2,18% da área total de Bali. Em termos de uso do solo, 2 768 hectares são ocupados por arrozais e 10 001 ha são terras de sequeiro. O rio Badungue atravessa a cidade antes de desaguar no golfo de Benoa.

### Demografia
Religião em Dempassar
Segundo a estimativa oficial, em 2022 Dempassar tinha 726 808 habitantes, 366 953 (50,49%) homens e 359 855 mulheres (49,51%). A taxa de crescimento demográfico anual na década de 2000 foi de cerca de 4%, com o número de habitantes passando de 533 252 em 2000 para 788 445 (+48%) em 2010. Esse crescimento foi muito mais acentuado entre 2005 e 2010 do que nos cinco anos anteriores, em grande parte devido aos efeitos persistentes do atentados terroristas de 2002 em Cuta, nomeadamente a diminuição do turismo, número de empregos e número de imigrantes de outras ilhas indonésias. Com base na tendência dessa década, previa-se que a população de Dempassar ultrapassasse o milhão de habitantes em 2020.[carece de fontes?] Em 2015, a estimativa oficial de população era 879 098 habitantes (+11,5% do que em 2010); segundo o censo de 2020 havia 725 314 residentes (-17,5% do que em 2015 e -8% do que em 2010).
A distribuição por grupos étnicos em Dempassar em 2015 era a seguinte: 65,18% balineses, 25,78% javaneses, 1,13% chineses, 1,05% sassaques, 0,78% madureses, 0,7% sundaneses, 0,53% florenses, 0,43% bataques e 4,42% de outras etnias.
Em 2019, a distribuição por religião dos habitantes de Dempassar era a seguinte: 63,3% hindus, 28,65% muçulmanos, 5,04% protestantes, 2,36% católicos, 2,37% budistas e 0,03% confucionistas.
Os idiomas mais falados na cidade são o indonésio (oficial), o balinês (regional), o inglês e o javanês.

### Clima
Situada quase imediatamente a sul do equador, o clima de Dempassar é do tipo tropical de savana (classificação de Köppen Aw), com tempo quente e húmido durante todo o ano. Há poucas variações de temperatura ao longo do ano, com médias de cerca de 26,7 °C. Há duas estações anuais: húmida e seca. A primeira ocorre aproxidamente entre novembro e maio e a segunda entre junho e outubro.
| Dados climatológicos para Dempassar | Dados climatológicos para Dempassar | Dados climatológicos para Dempassar | Dados climatológicos para Dempassar | Dados climatológicos para Dempassar | Dados climatológicos para Dempassar | Dados climatológicos para Dempassar | Dados climatológicos para Dempassar | Dados climatológicos para Dempassar | Dados climatológicos para Dempassar | Dados climatológicos para Dempassar | Dados climatológicos para Dempassar | Dados climatológicos para Dempassar | Dados climatológicos para Dempassar |
| Mês                                 | Jan                                 | Fev                                 | Mar                                 | Abr                                 | Mai                                 | Jun                                 | Jul                                 | Ago                                 | Set                                 | Out                                 | Nov                                 | Dez                                 | Ano                                 |
| ----------------------------------- | ----------------------------------- | ----------------------------------- | ----------------------------------- | ----------------------------------- | ----------------------------------- | ----------------------------------- | ----------------------------------- | ----------------------------------- | ----------------------------------- | ----------------------------------- | ----------------------------------- | ----------------------------------- | ----------------------------------- |
| Temperatura máxima média (°C)       | 30,8                                | 31,0                                | 31,2                                | 31,7                                | 31,5                                | 30,7                                | 29,9                                | 30,2                                | 30,9                                | 31,4                                | 31,6                                | 31,3                                | 31,0                                |
| Temperatura média (°C)              | 26,9                                | 27,0                                | 27,0                                | 27,1                                | 26,8                                | 26,0                                | 25,6                                | 25,8                                | 26,3                                | 26,9                                | 27,2                                | 27,2                                | 26,7                                |
| Temperatura mínima média (°C)       | 23,1                                | 23,1                                | 22,9                                | 22,5                                | 22,2                                | 21,4                                | 21,4                                | 21,4                                | 21,8                                | 22,5                                | 22,9                                | 23,1                                | 22,4                                |
| Chuva (mm)                          | 323                                 | 251                                 | 199                                 | 89                                  | 86                                  | 75                                  | 67                                  | 47                                  | 46                                  | 117                                 | 162                                 | 279                                 | 1 741                               |
| Dias com chuva (≥ 0,1 mm)           | 21,5                                | 18,3                                | 14,7                                | 10,5                                | 9,2                                 | 5,7                                 | 5,9                                 | 3,7                                 | 3,8                                 | 5,6                                 | 11,2                                | 18,8                                | 128,8                               |
| Fontes: Climate Data,Weather Online |                                     |                                     |                                     |                                     |                                     |                                     |                                     |                                     |                                     |                                     |                                     |                                     |                                     |

## Transportes

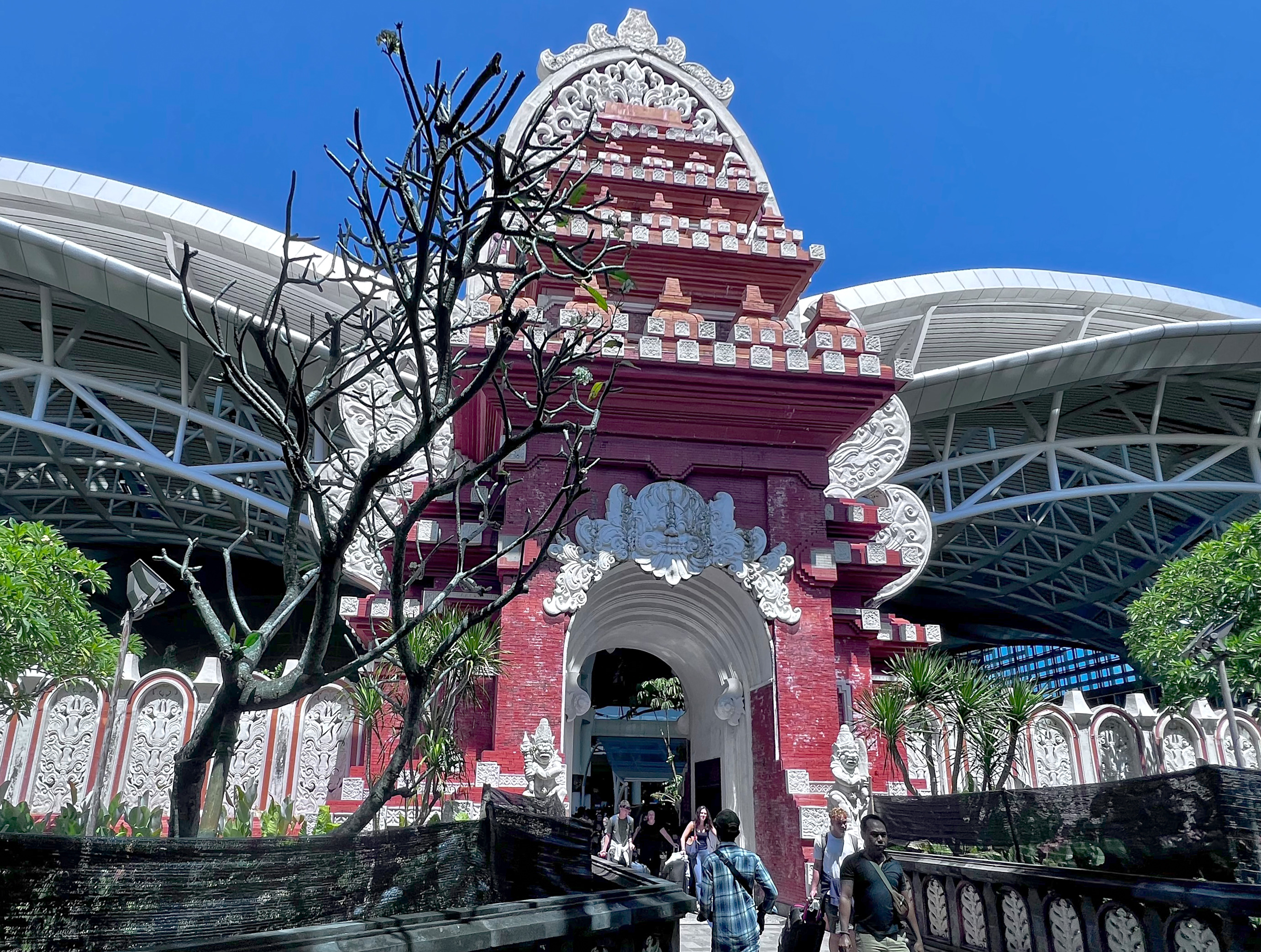
Aeroporto Ngurah Rai

Trânsito em Dempassar

A cidade é servida pelo Aeroporto Internacional Ngurah Rai (IATA: DPS, ICAO: WADD), também conhecido como Aeroporto de Denpasar, o segundo mais movimentado da Indonésia. Situa-se cerca de 12 km a sudeste da cidade, no distrito de Cuta da regência de Badungue, sensivelmente a meio caminho entre Cuta e Jimbaran.
O porto de Benoa, situado cerca de 10 km a sul de Dempassar, é um dos principais portos de Bali, onde operam serviços de ferry-boats de e para as ilhas de Nusa Lembongan, Nusa Penida, Gili e Lomboque. Foi inaugurado em 1924.
O transporte público é assegurado sobretudo por táxis partilhados, localmente chamados localmente angkutan kota ou, mais frequentemente pela abreviatura angkot, ou ainda bemo, se bem que esta última designação geralmente se aplique especificamente a autorriquexós. Na maior parte dos casos, os angkots são mini-autocarros com percursos e paragens fixas, algumas delas de autocarros convencionais, embora a pedido dos passageiros possam parar noutros locais. Há também táxis convencionais, em muitos casos não identificados ou licenciados.
Em 2010 o transporte público urbano era muito ineficaz e ineficiente. Dos 1 047 angkots registados, só cerca de 300 é que operavam e eram usados apenas por 3% dos habitantes, o que era apontado como uma das causas dos congestionamentos de trânsito na cidade. A carência de transportes públicos era apontada em 2012 como a principal causa da do aumento do transporte privado que nessa altura estava a crescer a 10,9% por ano, enquanto que as infraestruturas rodoviárias cresciam a 2% ao ano. No mesmo ano, os transportes públicos só eram usados por 9% da população. Enquanto isso, o movimento somado de pessoas deslocando-se dentro de Bali, com o de saídas e entradas na ilha em 2010 foi de quase 22 milhões (quase 60 000 por dia), tendo crescido desde 1998 a uma taxa de 6,62% por ano.
Em 2011 foi inaugurado um serviço de autocarro de trânsito rápido, o Trans Sarbagita, Em 2012 estava previsto que, em conjunto com angkots, em 2015 o sistema tivesse operacionais sete linhas, abrangendo não só Dempassar e as áreas mais próximos, mas indo até Ubud e Mengwi e Ubud a norte, Tanah Lot a oeste, Nusa Dua a sul e Uluwatu a sudoeste.

## Educação

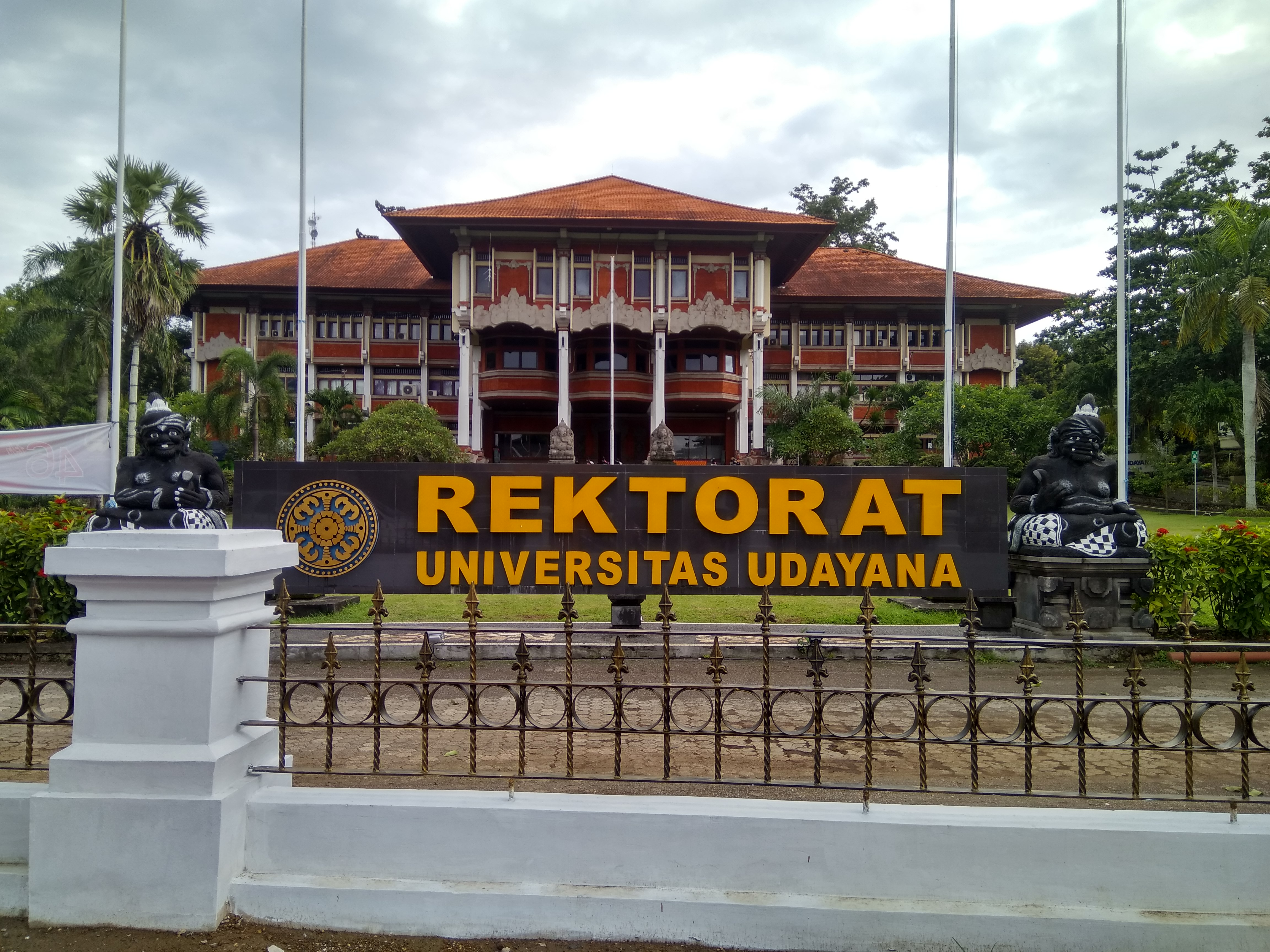
Reitoria da Universidade Udayana

Dempassar tem várias instituições de ensino superior, das quais se podem destacar a Universidade Udayana (fundada em 1962), a Universidade de Educação Nacional (fundada em 1964), a Universidade Warmadewa (fundada em 1984), a Universidade Dwijendra, a Universidade Mahasaraswati (fundada em 1965, mas inativa até 1979), o Instituto Indonésio de Artes de Dempassar (fundado em 2003) e a Universidade Terbuka (Universidade Aberta, fundada em 194 e dedicada ao ensino à distância).

## Cultura e atrações turísticas

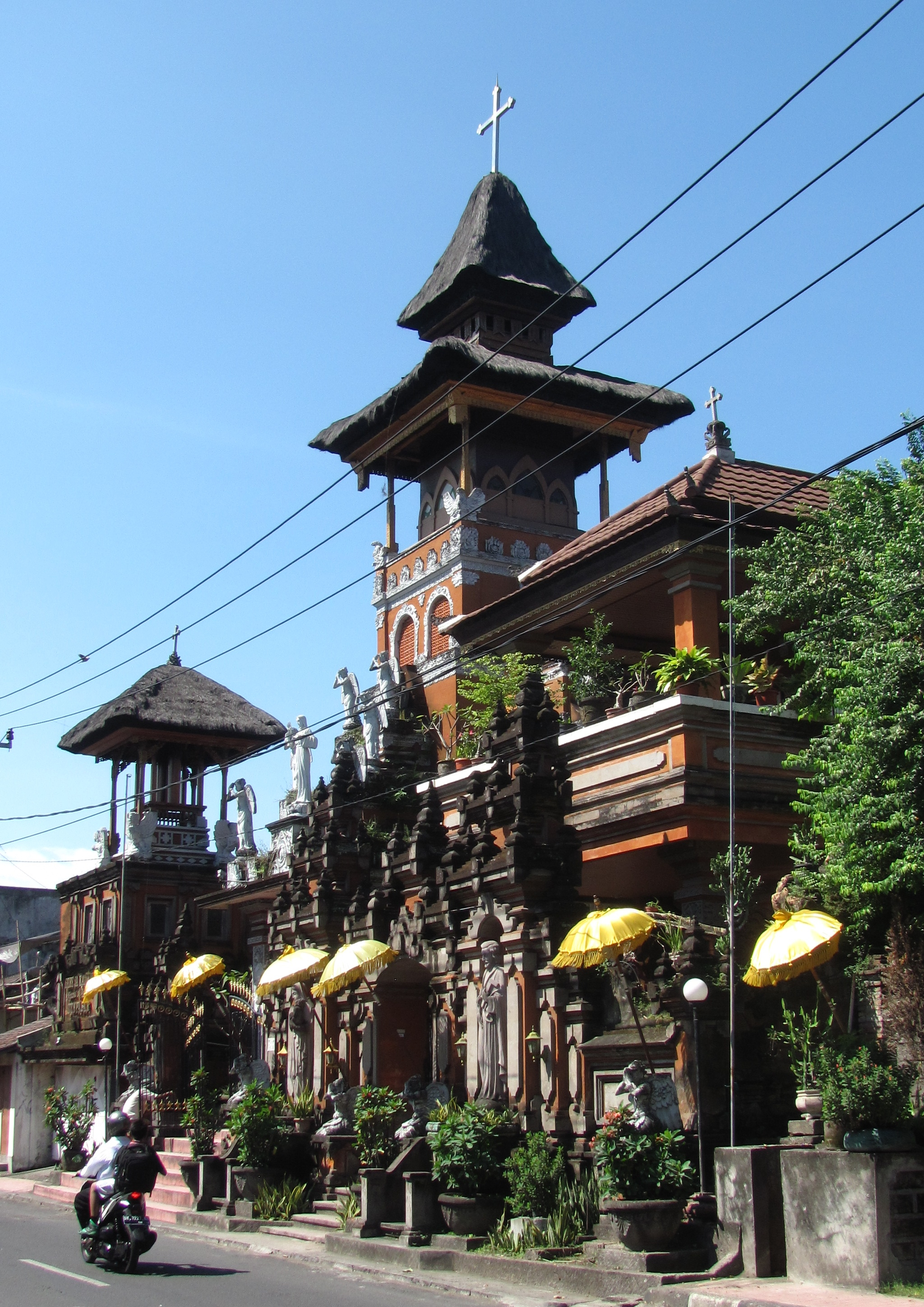
Igreja católica de São José

A cultura e artes estão quase sempre ligadas ao hinduísmo, mas também mostram sinais de um grande nível de interação com outras culturas trazidas com a chegada de visitantes de todo o tipo e origens. Os valores culturais tradicionais inspirados pelos rituais religiosos hindus continuam a ter uma forte influência na cidade. O mesmo se passa em relação a valores, normas e comportamentos em sociedade, os quais são baseados em sistemas de parentesco patrilineares. No entanto, ao longo do tempo, muitas das leis consuetudinárias têm vindo a ser contestadas, especialmente no que diz respeito a igualdade de género e heranças.
Entre as atrações turísticas de Dempassar podem destacar-se as seguintes:
- Pura Jagatnatha — Construído em 1953, é o pura (templo hindu) mais importante da cidade.[25] É dedicado ao deus supremo Sang Hyang Widhi Wasa, que ali é venerado no seu papel de "Senhor do Mundo".[26]
- Puri Pemecutan — Antigo palácio real, destruído por um fogo durante a invasão holandesa de 1906. Foi reconstruído de forma mais modesta que a original e pode ser visitado.[27]
- Pura Maospahit — Templo hindu construído no século XIV que foi sofreu severos estragos durante o sismo de 1917, tendo sido reconstruído depois disso. Nele existem duas estátuas impressionantes, de Garuda e do gigante místico Batara Bayu.[28]
- Pura Pengerebongan — É um dos templos hindus de Dempassar cuja existência está ligada à história do palácio real que existiu em Kesiman (a aldeia onde o templo se situa). No templo ocorre a Ngerebong, uma importante procissão hindu, em que alguns participantes entram em transe, que realiza semestralmente, duas vezes por ano.[29][30]
- Igreja de São José — Igreja católica construída em estilo hindu.
- Monumento Bajra Sandhi — É um dos principais pontos de referência da cidade, situado no centro da Praça Renon, conhecida localmente como Puputan Renon, junto à sede do governador de Bali. É uma grande estrutura, com 45 metros de altura, inspirada na arquitetura tradicional balinesa, onde há muitos elementos que remetem para símbolos hindus e da independência. A sua forma assemelha-se às bajra, os sinos usados pelos sacerdotes hindus balineses quando entoam mantras. O monumento evoca as lutas contra os invasores e pela independência e nele estão expostas fotos históricas, não só relativas às lutas, mas também aos antigos reinos de Bali e a aspetos da vida quotidiana tradicional do povo balinês. Numa das salas podem apreciar-se 33 aromas que pretendem retratar Bali desde a Pré-história. O monumento foi inaugurado em 2003.[31]
- Museu de Bali — É um museu de arte e de história, construído em estilo tradicional balinês. Tem 4 edifícios principais, cada um deles especializados num tema: máscaras de teatro e instrumentos musicais no Gedung Tabanan; esculturas e pinturas no Gedung Karangasem; têxteis no Gedung Buleleng; e achados arqueológicos no Gedung Timur.[32]

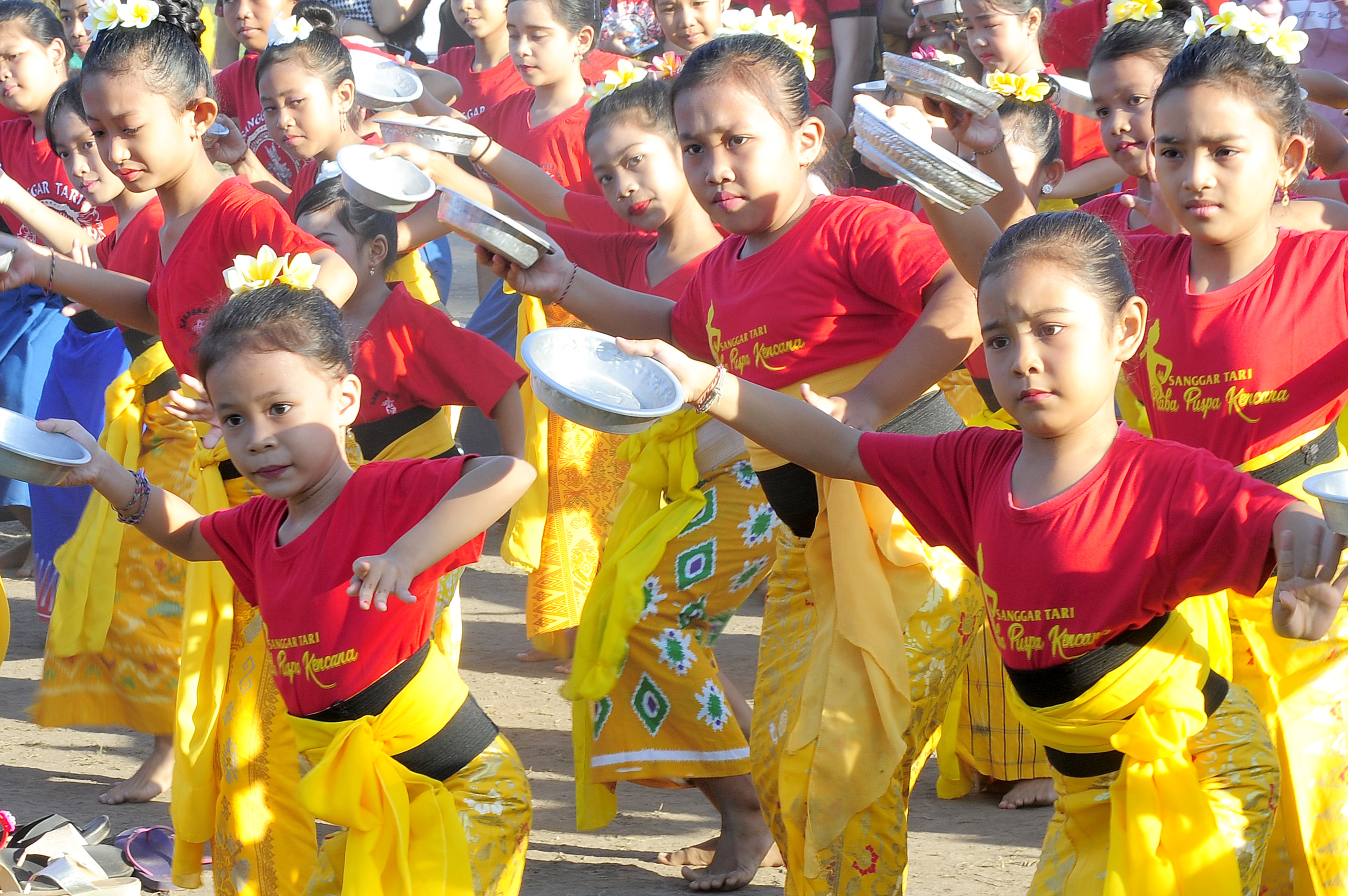
Festival de dança Panyembrama de 2019
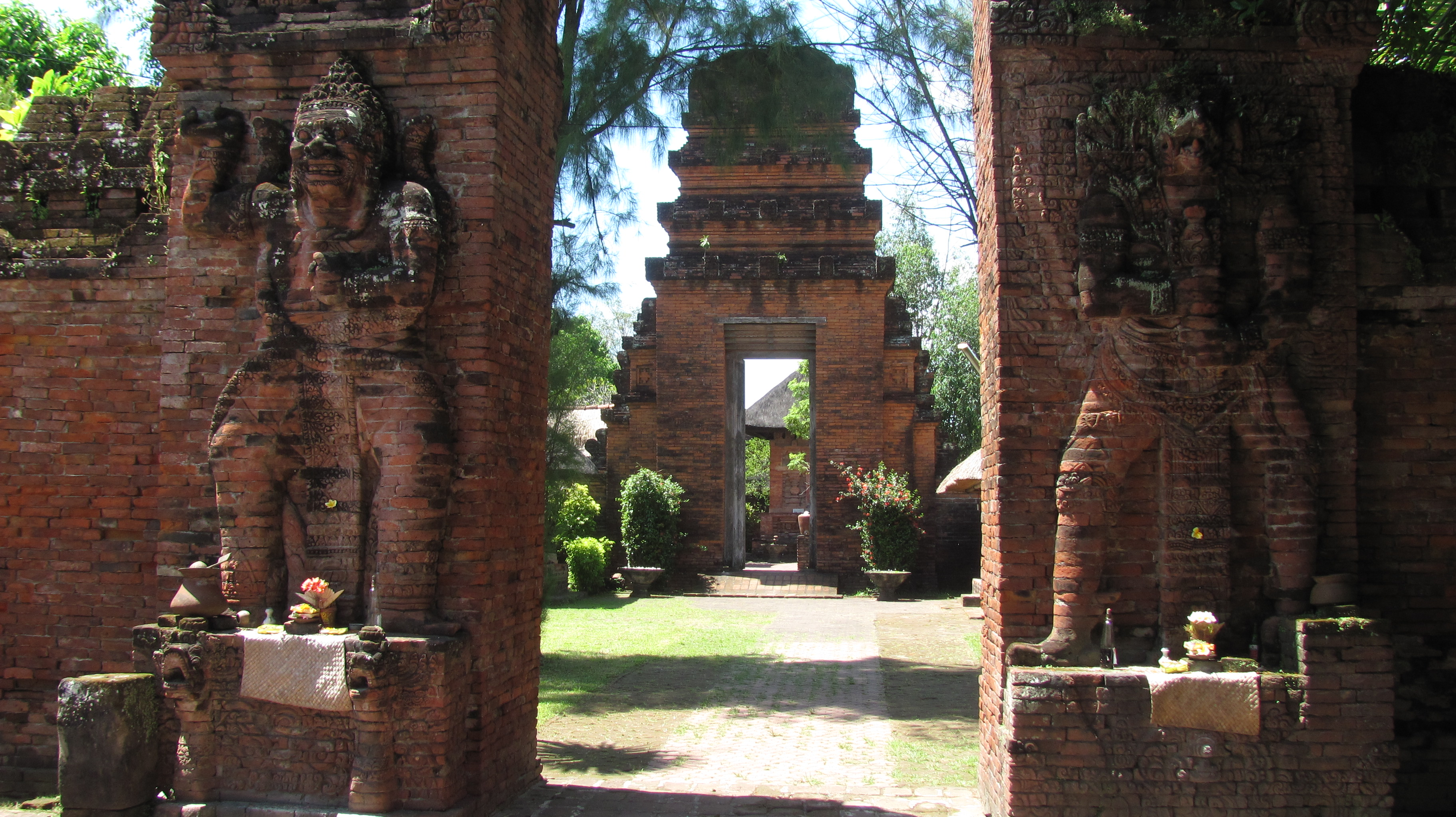
Pura Maospahit
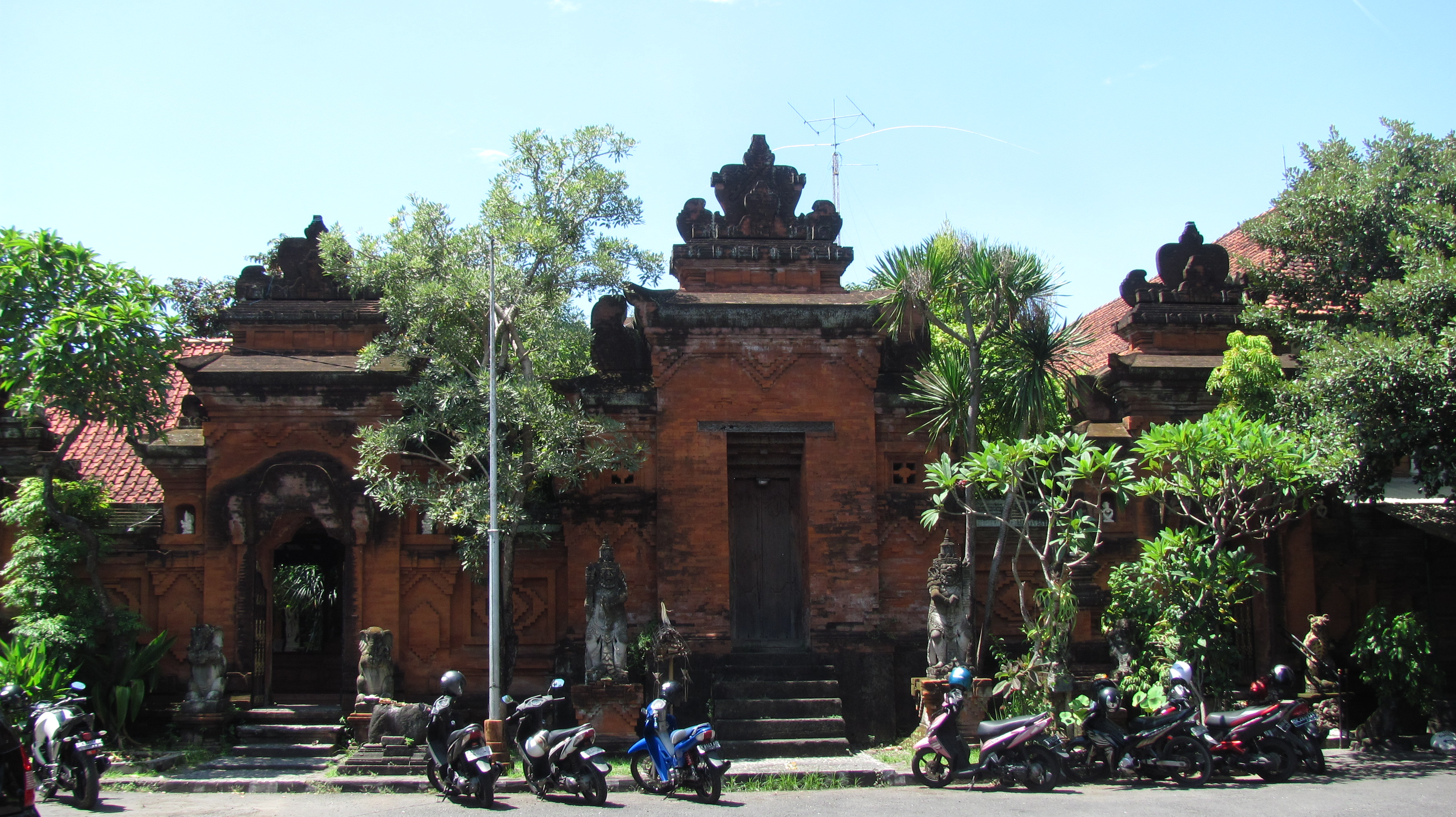
Puri Pemecutan, antigo palácio real
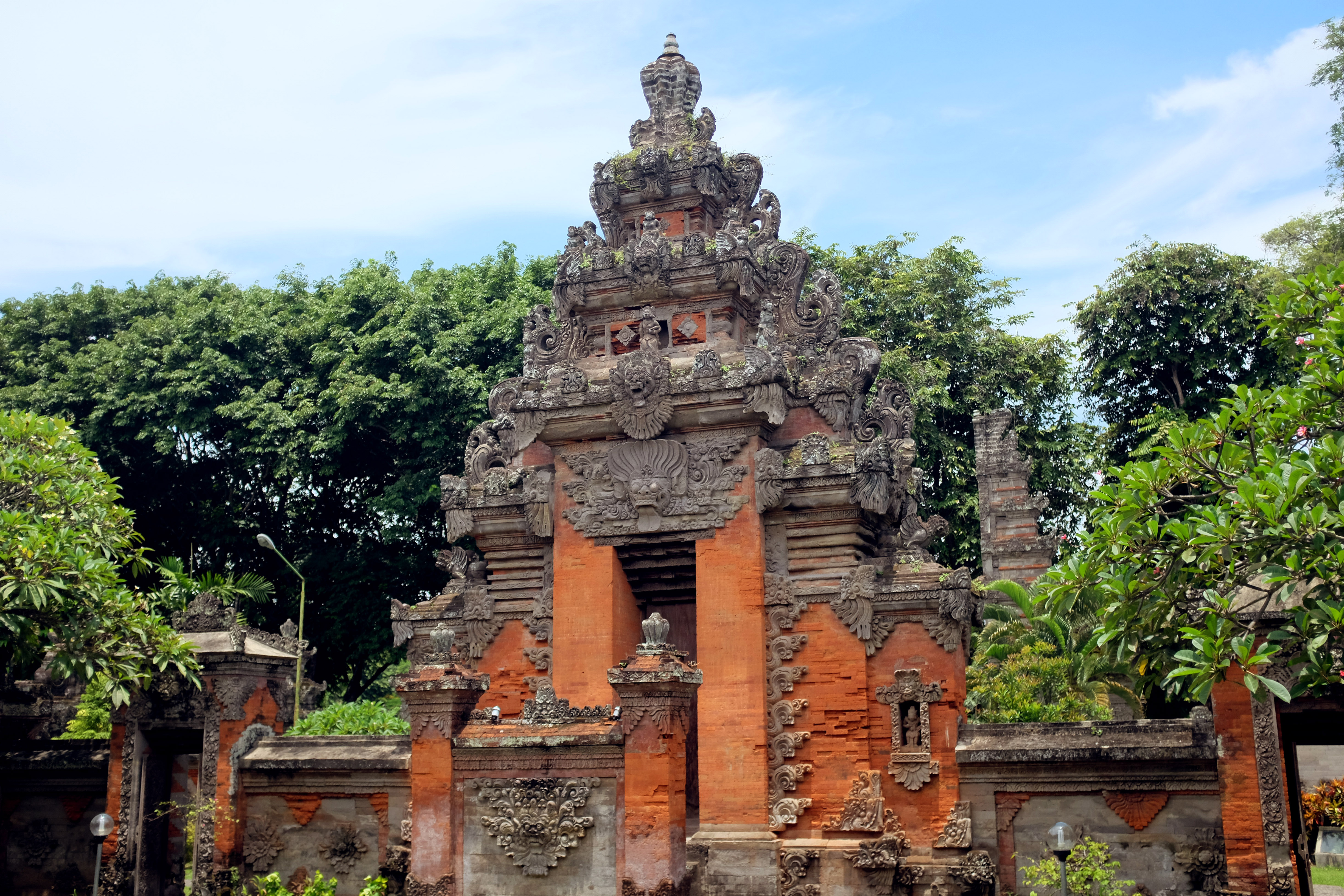
Museu de Bali

## Desporto
Dempassar já sediou numerosos eventos desportivos nacionais e internacionais, como o Jogos Asiáticos de Praia de 2008 e os Campeonatos Asiáticos de Arqueria de 2009. A sede do clube de futebol Perseden Denpasar tem a sua sede em Dempassar; em 2023 competiu na Liga 3, a terceira divisão indonésia.